# Pierre Cogell
Pierre Cogell ou Pehr Eberhard Cogell,  né à Stockholm en 1732, 1734 ou 1736 et mort à Lyon le 21 janvier 1812, est un peintre de portraits lyonnais du XVIIIe siècle.

## Biographie
Pierre Cogell est le fils de Frédéric Cogell et de Sophie Sirchogle. Il est le principal portraitiste de la ville de Lyon et de sa bourgeoisie. 

### Formation
Durant sa jeunesse, il aurait participé à des émeutes. Il fait ses études dans sa ville natale. Il sera l’élève du pastelliste Gustaf Lundberg (1695-1786), lui-même très actif à Paris pendant plusieurs décennies de la première moitié du XVIIIe, puis il intègre l’Académie de Copenhague. Il part travailler au Danemark, à Munich puis à Paris dans l’atelier de Joseph-Marie Vien dont il sera l’élève. Il fréquente très probablement celui de son compatriote portraitiste Alexandre Roslin. Il sera aussi l’élève de Bouchardon fils et de Pierre Hubert Larchevêque.

### Carrière à Lyon
Il s’établit à Lyon dès 1763-64. Il est professeur à l’École royale gratuite de dessin de 1776 jusqu’à la Révolution française. 
Alors qu’Alexis Grognard est nommé peintre de la ville en concurrence de Donat Nonnotte par le Consulat, Marie-Antoinette intervient pour que Cogell le remplace. Le Consulat revient sur sa décision et nomme Cogell le 5 janvier 1779 peintre ordinaire de la ville de Lyon « en concurrence et suivance » de Donat Nonnotte après seulement trois mois de fonction pour A. Grognard. Cogell remplacera Nonnotte définitivement en 1785 et restera peintre de la Ville jusqu’à la Révolution. Il fut le dernier à porter ce titre.
Par la suite, il réalise un voyage en Italie de 18 mois entre 1786 et 1787. Pendant la Révolution, il part vivre en Suisse. Il revient à Lyon en 1794, se marie avec Geneviève Privat, elle aussi peintre, mais divorce un an plus tard. En 1795, il est élu professeur de dessin à l’École centrale du département du Rhône. À la suppression de l’École centrale, en 1803, il devient maître de dessin au Lycée de Lyon, il enseigne en parallèle le dessin à l’École royale de 1797 à 1806. Il réorganise en 1795 l’École de dessin de Lyon. Il aura plusieurs élèves dont Jean-Baptiste Vietty, sculpteur et archéologue français.

### Fin de carrière
Il est membre de l’Académie de Stockholm et de Lyon. Il fera partie de l’Académie des sciences, belles-lettres et arts de Lyon de 1800 à 1812. Il y rentre avec d’autres peintres de talent comme Joseph Bournes (1800-1808), Jean-Michel Grobon (1809-1853) ou encore Pierre Revoil (1809-1842). Durant sa vie, Cogell cherchera à égaler le peintre Adolf Ulrik Wertmüller, peintre du roi de Suède et académicien. Il meurt le 21 janvier 1812 à Lyon.
Cogell était aussi passionné de musique, il pratiquait et composait.

## Contexte
Le développement de l’École permet à Lyon d’envoyer ses artistes dans des villes étrangères. De la même manière, des étrangers viennent s’installer à Lyon, comme Pierre Cogell. 
Les portraits d’échevins étaient courant au XVIIIe siècle et montraient les hommages rendus à l’homme « illustre » à travers son portrait exposé dans un lieu public. Cela traduit surtout une réalité de classe.

## Œuvres
Il a peint des paysages et des architectures, dessiné des décors pour des fêtes et des feux d’artifice de la ville. Il est reconnu comme un excellent portraitiste. Ces portraits sont représentés à mi-corps, il y a une seule figure et peu d’accessoires.
Sa qualité de portraitiste est néanmoins critiquée, on parle de facture linéaire et plate, de modèles avec des attitudes raides, les yeux manquent d’animation, le dessin des mains est maladroit, le rabat des cols serait trop rectiligne et lourd.
- Deux dessins sur l’ascension à Lyon du ballon « Le Flesselles » de Joseph Montgolfier, gravés par Saint-Aubin, 1784.
- Portrait de l’échevin Steinmann.
- Portrait de femme en blanc, poudrée, bonnet et fichu en dentelle, 1789, huile sur toile, 70 cm x 56 cm, Musée des beaux-arts de Lyon inv. B697.
- François Catherin Jean Pierre de Ruolz, lieutenant des vaisseaux du roi, huile sur toile, ovale, 59 cm x 48 cm, non signée. Copie d’après un original connu donné à l’Académie en 1912 par Mme de Chardonnet. Desvernay mentionne un portrait de François-Xavier de Ruolz par Cogell[4].
- Jean-Antoine Leprescheur, recteur de la Charité de 1768 à 1777, et de son épouse Antoinette Lavaud, 1780, huile sur toile, Musée des arts décoratifs inv. 3052 et 3053.
- Le comte Jean Espérance Blandine de Laurencin, dernier tiers du XVIIIe siècle, huile sur toile, 70 cm x 60 cm, signé « Cogell an 10 », Académie des sciences, belles-lettres et arts de Lyon.
- Portrait de femme en buste à manteau rouge et coiffe ornée de roses, huile sur toile, 78 cm x 62,5 cm, signé Bonnardel « d’après Cogell fecit 1776 ». En vente chez De Baecque le mercredi 29 juin 2016 lors de la vente du contenu d’un château oublié du lyonnais.
- Portrait d’André Baréty, de sa nièce Thérèse et de son petit-neveu Antoine-Gabriel Jars (maire et député du Rhône par la suite), 1785, huile sur toile, Musée de Grenoble inv. MG752. C'est le tableau le plus ambitieux que Cogell ait réalisé. Le tableau tend vers la scène de genre, il y a de nombreux détails dans les textures et une réflexion sur la destinée. Cela reflète un statut social du XVIIIe siècle : le riche négociant lyonnais.
- Pierre Adamoli (1707-1769), bibliophile lyonnais, huile sur toile, 65,5 cm x 54,5 cm, d’après un tableau de Donat Nonnotte.
- Claude Jacob, huile sur toile, 81,2 cm x 64,5 cm, Musée des beaux-arts de Lyon, inv. 1954-39.
- Gabrielle Jacob née Chatillon, huile sur toile, 81 cm x 64,8 cm, Musée des beaux-arts de Lyon, inv. 1954-40.

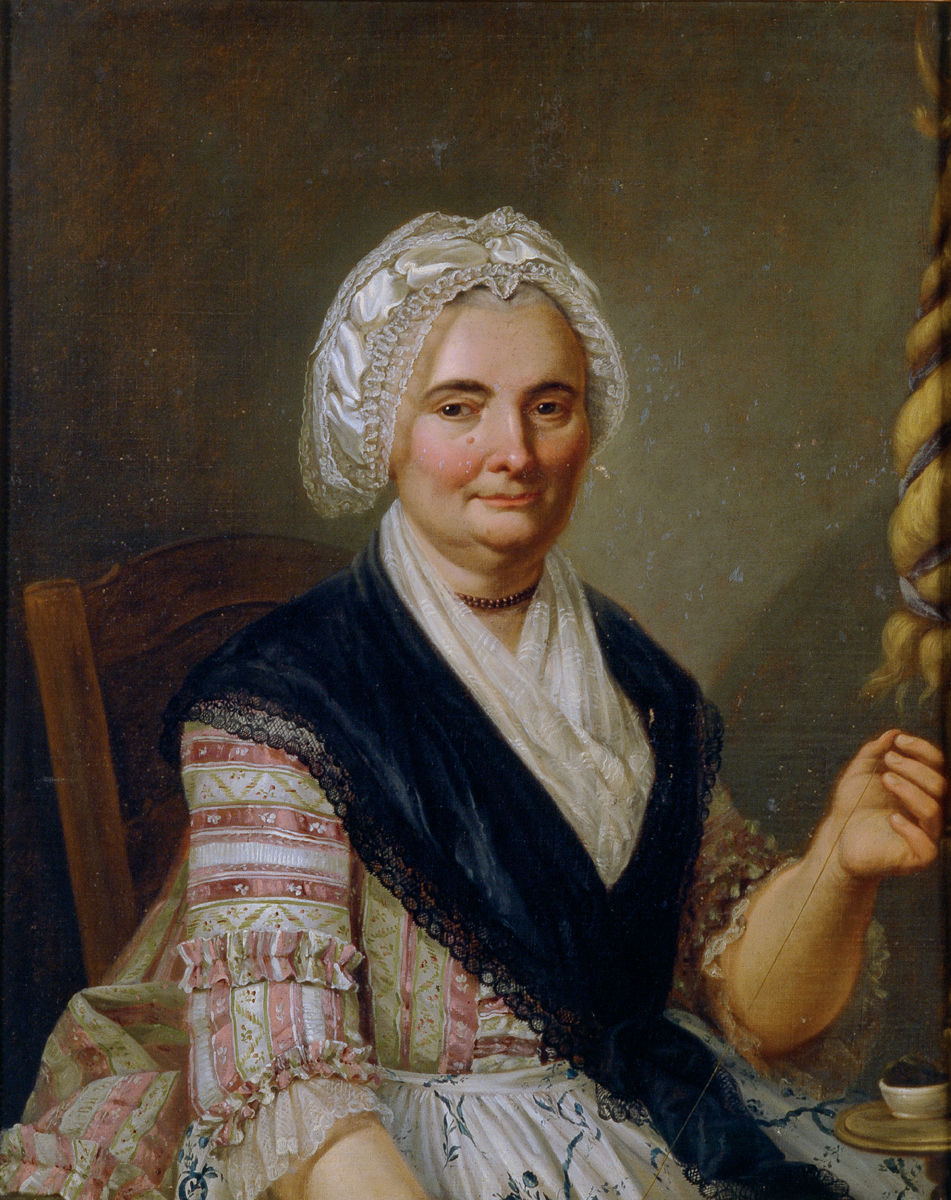
Gabrielle Jacob née Chatillon, fin XVIIIe Musée des beaux-arts de Lyon.
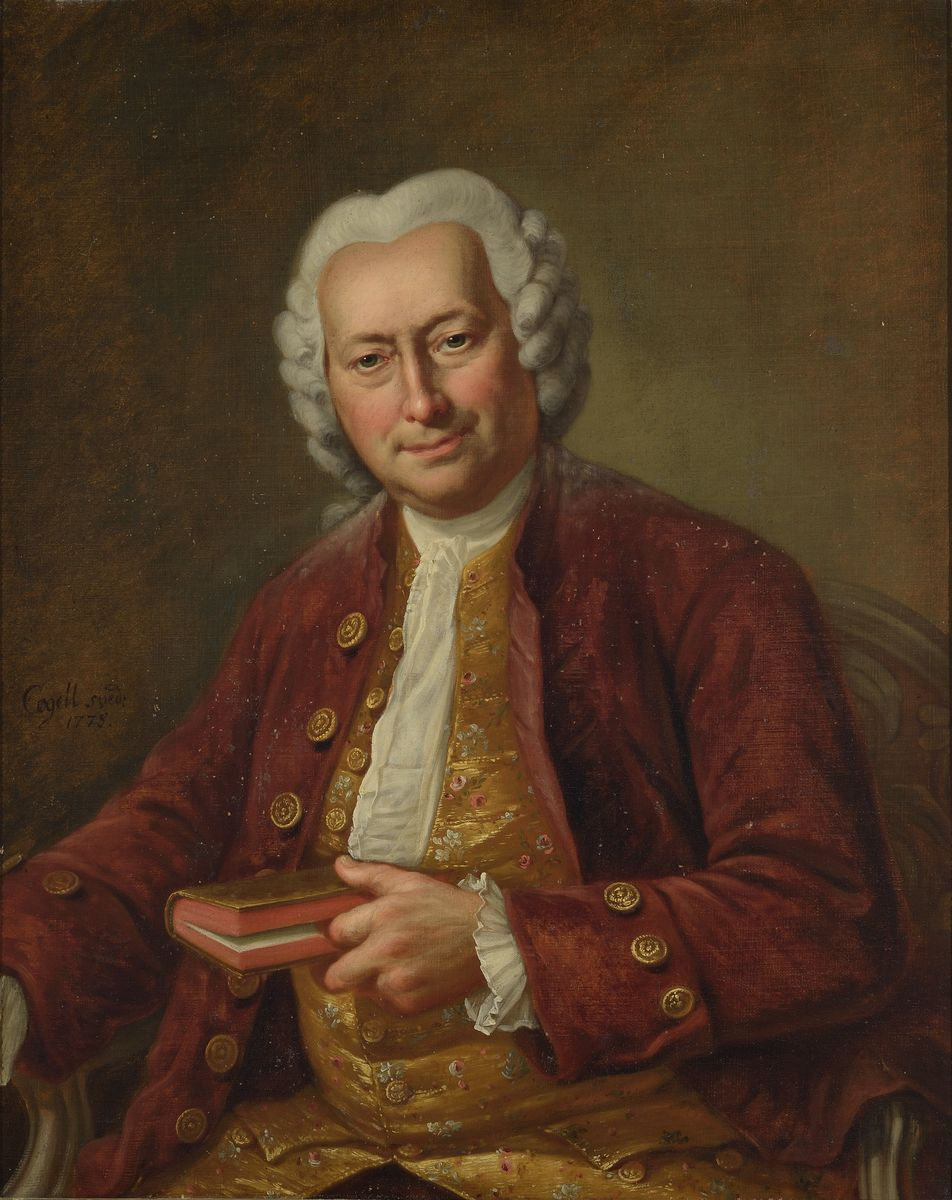
Pierre-Claude Jacob, fin XVIIIe Musée des beaux-arts de Lyon.

- Antoine-Henri Jordan, 1780, collection particulière.
- F. Roccoffort, 1787, collection particulière.
- Portraits de M. et Mme Hermann (?), huile sur toile, 60 cm x 50 cm, attribués à Cogell.
- Portrait d’un gentilhomme, 1785-90, 60 cm x 50 cm, legs d'Albert Pomme de Mirimonde à la RMN, affecté au musée de Gray, Gray (Haute-Saône), musée Baron-Martin.
- Portraits perdus de Jean-Jacques Rousseau et de Marie-Antoinette
- Autoportrait perdu qui était à destination de l’Académie de Stockholm, 1803.